# 요소 수지
요소 수지(尿素樹脂, 영어: urea formaldehyde resin)란 요소와 폼알데하이드를 축합하여 만드는 열경화성 수지이다. 다른 이름으로는 우레아수지라고도 한다. 폼알데하이드를 원료로 하는 폼알데하이드계 수지인데, 폼알데하이드계 수지에는 멜라민 수지, 페놀 수지, 요소 수지 등이 있다. 1884년 베르나르트 톨렌스와 호엘저 박사가 발명하였지만, 요소와 폼알데하이드가 중합되어 이 요소 수지가 만들어진다는 것은 알지 못했다. 저렴한 생산 가격, 단단함, 높은 접착 강도 등으로 널리 사용된다.

## 특성
저렴한 가격과 무색, 단단하며 색상을 넣기 쉽고 접착력이 우수하다는 특성 때문에 80% 정도는 MDF를 만들 때 접착용으로 사용된다. 요소 수지는 내수성이 좋지 못한 것이 단점이다. 

## 용도
요소 수지의 주된 용도는 합판(MDF)의 접착제로 사용된다.(80% 정도) 또한 성형하여 제품으로 만들어 사용하기도 하는데, 색상을 넣기 쉬워 많은 종류의 잡화를 만들 수 있다. 또한 종이 가공에도 사용된다. 코팅지의 코팅에 사용되는데, 같은 폼알데하이드계 수지인 멜라민 수지도 종이 가공용으로 사용된다. 또한 폼(foam)형태로 주택의 단열재로 사용된다. 이를 UFFI(urea-formaldehyde foam insulation, 요소-포름알데히드 폼 단열재)라 한다. 농업에서도 이 요소 수지가 사용되는데, 바로 완효성 비료에 사용된다. 완효성 비료란 지속적이고 점진적으로 토양에 영양소를 방출하는 형태의 비료를 말한다. 이 요소 수지는 완효성 비료의 원료로 사용되는데, 요소에는 질소가 들어 있어, 그렇기 때문에 토양에 질소를 점진적으로 공급하기 위한 완효성 비료에 사용되는 것이다. 요소-폼알데하이드 사슬의 길이를 조절하여 질소의 방출을 제어할 수 있다.

## 단점

### 폼알데하이드 방출
하지만 요소 수지는 폼알데하이드를 방출한다. 농업에서 이 요소 수지를 사용한 질소 공급용 완효성 비료를 사용한 결과 대기에 국지적인 폼알데하이드의 농도를 증가시키며 비닐 하우스 등 온실에 이 비료를 사용하면 온실 속의 폼알데하이드의 농도를 높인다. 요소 수지를 이용해 만든 생활 잡화나 MDF도 공기 중에 폼알데하이드를 방출하며 또한 요소 수지를 이용하여 만든 UFFI도 예외가 아니다(UFFI의 경우 설치 완료 후에는 폼알데하이드의 영향이 덜하지만, 설치 과정과 설치 직후 UFFI가 경화되는 과정에서 폼알데하이드 방출이 많았다. 하지만 설치 후에는 우려할 만큼 폼알데하이드 방출은 없음이 확인되었다). 미국의 일부 지역(매사추세츠주 와 코네티컷주) 및 캐나다에서는 UFFI를 금지시켰다. 하지만 요소 수지에서 방출되는 폼알데하이드의 양이 지속적이고 유의미한지는 논란의 여지가 있다.

## 같이 보기
- 요소
- 폼알데하이드